# Alexei Kuciuk
 Alexei Kuciuk  (în belarusă Аляксей Кучук; n. 9 septembrie 1986, Minsk) este un fotbalist bielorus, în prezent liber de contract.